# Свети Дионисий Олимпийски (Владово)
„Свети Дионисий Олимпийски“ (на гръцки: Αγίου Διονυσίου του εν Ολύμπω) е православна църква в руини край воденското село Владово (Агра), Гърция.
Развалините на църквата са разположени югозападно от Владово в местността Селище, където от около 1600 година до 1820-1830 година е разположено селото. Иконите и църковните книги от XVII - XVIII век от „Свети Дионисий Олмпийски“ са запазени в „Свети Димитър“ във Владово. Три икони – „Христос Вседържител“, „Света Неделя и Света Параскева“ и „Свети Атанасий“, са от XVII век. Те са дело на местни майстори с ясно видимо западномакедонско влияние.
В 1995 година руините на църквата са обявени за паметник на културата.